# 迪基希县
迪基希县（德语：Kanton Diekirch；法语：Canton de Diekirch；卢森堡语：Kanton Dikrech）是卢森堡北部的一个县，首府迪基希。
在2015年卢森堡废除区之前，迪基希县曾属于迪基希区。

## 行政区划
迪基希县由以下十个市镇组成：
- 贝滕多夫
- 布尔沙伊德
- 迪基希
- 叙尔河畔埃佩尔当日
- 埃特尔布吕克
- 福伊伦
- 梅尔齐希
- 赖斯多夫
- 希伦
- 瓦莱德莱恩茨

## 合并
- 2006年1月1日，旧市镇巴斯滕多夫（来自迪基希县）与富伦（来自菲安登县）合并为新市镇坦德尔（属于菲安登县）。建立坦德尔的法律于2004年12月21日获得通过。[1]因此，迪基希县将24.44平方公里的土地划给了菲安登县。
- 2012年1月1日，旧市镇埃姆斯多夫和梅德纳赫（均来自迪基希县）合并合并为新市镇瓦莱德莱恩茨。建立瓦莱德莱恩茨的法律于2011年5月24日获得通过。[2]